# 김통정
김통정(金通精, ? ~ 1273년)은 고려 원종 삼별초(三別抄)의 장군으로 원종 11년(1270년) 배중손을 중심으로 강화에서 봉기해 항몽(抗蒙)의 기치를 들어 진도를 거점으로 몽골과 고려 정부에 항거하다 진압된 뒤 제주도로 달아나 계속하여 몽골에 저항하였다.

## 생애
삼별초는 몽골과 화의를 맺은 고려 조정의 출륙환도 및 삼별초 해산 명령을 거부하고 강화도에서 봉기, 서해의 연안 일대를 공략하면서 남하하여 진도를 거점으로 고려 육지부 연안의 조운로를 차단하고 제주를 공격해 후방 기지로 삼으며, 고려의 내륙 지역을 공략해 몽골군과 고려 관군을 죽이는 등 세력을 떨쳤으나, 원종 12년(1271년) 5월 15일 고려의 김방경, 몽골의 훈둔 등이 거느린 여·몽 연합군이 진도를 함락시켰다. 배중손을 비롯하여 많은 지도자가 전사하자 김통정을 위시한 삼별초들은 군사를 이끌고 앞서 삼별초가 장악하고 있던 제주도로 들어갔다. 《원사》권제208 열전제95 외이1 탐라에는 지원 6년(1269년) 7월에 몽골이 명위장군 도통령 탈타아·무덕장군 통령 왕국창·무략장군 부통령 유걸을 보내 고려로 가서 탐라 등지의 길들을 살펴 보게 하면서 고려국왕 왕식(원종)에게 관리를 뽑아 길 안내를 하라고 하였다는 기록에 이어 "고려의 반적 임연(林衍)의 잔당인 김통정이 탐라로 숨어 들어갔다고 적고 있다.
제주로 들어간 김통정 휘하 삼별초 세력은 제주도 본고을에서 조금 떨어진 곳에 위치한 항파두리성을 거점으로 삼았는데, 이는 고려 이전부터 제주 지역을 지배해오던 탐라 성주와 왕자 등 제주의 토착 세력들과의 관계를 고려한 조처였다. 고려의 원종은 11월 23일 이창경과 문선렬을 신년하례사 겸 세자 심(諶)의 혼인을 허락한 것에 대해 사의하는 사절로 몽골로 보내면서, 제주로 달아난 삼별초 군세가 고려 육지부의 여러 섬과 포구 사이를 횡행하며 육지로 나올까 염려되니 그들을 섬멸해야 한다고 요청하였다. 한편으로 원종 13년(1272년) 3월 9일 금훈(琴熏)을 제주역적초유사로 삼아 산원 이정(李貞)과 함께 탐라로 보내 삼별초 세력들을 초유하게 하였으나, 금훈은 보마도 인근에서 삼별초에 억류되어 추자도까지 끌려갔다가 종자와 선원들은 살해되고 타고 있던 배도 빼앗겼으며, 금훈 자신은 몇 안 되는 생존자들과 함께 다 낡아 못 쓰게 된 배 한 척에 태워져 바닷가에서 한 달여를 표류하다 4월 29일에야 돌아올 수 있었다. 또한 삼별초는 3월과 4월에 회령군을 쳐서 조운선 4척을 약탈하고 이어 해제현과 해남현에도 침입하였으며 5월에는 대포(大浦)를 쳐서 조운선 13척을 약탈해가고 20일에는 회령과 탐진현에도 출몰하는 등 등 한반도 육지부에 대한 공세를 멈추지 않았으며, 경상도 지역에서는 삼별초의 첩자가 경상도안찰사에 의해 체포되기도 했다.
6월에는 한반도 서남해뿐 아니라 충청도 연안까지 삼별초가 출몰하였는데, 고려사 원종 13년(1272년) 6월 2일(무자)조 전라도지휘사가 개경 조정에 "삼별초의 적선 여섯 척이 안행량(安行梁)을 지나 (경기 방면으로) 올라갔다"고 보고하여 개경 사람들이 두려워하였다고 한다. 6월 14일에 삼별초의 노효제라는 인물이 육지부로 도망쳐 와서 개경 조정에 "역적(삼별초)이 배 11척에 군사 390명을 나누어 태워서 경상, 전라도의 조운선을 탈취하려고 하며, 또 연해의 주현을 쳐서 함락시키려 한다"고 알렸다. 26일 고려 조정은 낭장 이유비를 원에 보내어 삼별초가 한반도 육지부 연안을 침략해 조운선을 약탈하고 원이 일본원정을 추진하면서 이에 동원할 배를 건조하는 공사 역시 삼별초의 공격으로 어렵게 되었음을 알리며 원의 군사를 전주와 나주로 파견해 줄 것을 요구하였다. 이 시점까지 삼별초가 고려 조정에 입힌 피해는 배 20척에 양곡 3,200섬 약탈에 12인 피살, 24인 납치였다. 29일 고려 조정은 장군 나유를 보내 1550명의 모병한 군사를 거느리고 전라도 방면에서 삼별초를 공격하게 하였다.
8월 1일 원에서는 시위친군천호 왕잠을 보내어 홍차구와 함께 탐라를 공격하기 위한 전략을 의논하게 하였는데, 홍차구는 김통정의 일당이 개경에 많이 있다며 그들을 시켜 회유하게 한 다음 듣지 않으면 그때 가서 치자고 주장하였고, 홍차구는 나주도(전라도)로 가서 전선 건조를 감독하고 또 제주로 사자를 보내 그들에게 항복을 권유하였다. 그러나 제주 삼별초에 항복을 권유하러 갔던 낭장 김찬(金贊) · 이소(李邵), 삼별초 장군 오인절(吳仁節)의 일족인 오환(吳桓)·오문(吳文)·오백(吳伯) 등 5명은 제주에 도착하여 김찬을 제외하고 모두 죽임을 당했다. 김찬은 김통정의 조카였다. 이어 삼별초는 전라도의 공납미 8백 섬을 약탈하였다.
9월에 삼별초는 고란도를 쳐서 전함 6척을 불태우고 배무이하던 장인을 죽였으며, 배무이를 감독하던 고려의 홍주부사 이행검(李行儉) 및 결성(結城) 및 남포(藍浦) 등지의 감무를 잡아갔다. 이는 중도안찰사에 의해 고려 조정에 보고 되었으며, 다음날 고려 조정은 근장장교를 중도로 보내어 삼별초의 동태를 살피게 하였다. 11월 15일에는 고려의 안남도호부(전주)를 공격해서 고려의 안남부사 공유(孔愉) 부처를 잡아갔으며, 또한 합포를 쳐서 전함 20척을 불사르고 몽골의 봉졸 4명을 잡아가기도 하였다. 24일에는 거제현에 침입해 전함 3척을 불사르고 현령을 잡아갔으며, 영흥도 인근에까지 출몰해 부근 지역을 횡행하여 원종이 원의 원수 훈둔에게 50기(騎)를 청해 개경의 궁궐을 숙위하게 요청할 정도였다.
제주 삼별초의 공세에 한반도 육지부 연안은 거의 텅 비다시피 했으며, 경기 사이의 도로가 통하지 못할 정도였다. 또한 삼별초는 한반도 연안에서 이루어지던 전함 건조를 방해하는 등 원이 추진하던 일본원정 계획에도 차질을 가져왔다. 《원사》에는 이 해 원의 중서성과 추밀원의 신료들이 제주 삼별초와 일본 공격을 놓고 일본이 아직 거스를지 따를지의 정황을 확실하게 밝히지 않은 데다 탐라국왕(탐라성주)이 일찍이 원에 조회한 적이 있는 만큼 탐라국왕을 내쫓고 섬을 차지한 김통정을 먼저 치는 것이 우선이라는 논의가 결정되었고, 11월 15일 원은 둔전군 2천 명, 한군 2천 명, 고려군 6천 명에 이어 무위군 2천 명을 보태어 탐라를 정벌하도록 하였다. 고려 조정은 12월 11일 원의 제주 공격 방침과 군사 6천 명과 선원 3천 명을 징발하라는 요구를 전달받고 15일에 초군별감을 각 도에 보내어 군사를 징집하게 하였다. 이듬해 정월 4일 원 조정에서는 2월 초에서 3월 중순까지의 기간에 탐라를 정벌하는 것이 마땅하며, 탐라를 치는 장군으로는 훈둔을 1등, 무위군의 정예케바토르(鄭也可拔都, 정온)를 2등, 차쿠(察忽, 홍차구)를 3등으로 하고 쿠빌라이 칸의 인준을 받았다.
원종 14년(1273년) 정월 22일, 삼별초 선단 10여 척이 낙안군에 쳐들어왔으며, 28일에는 합포에 쳐들어 와서 전함 32척을 불사르고 몽골 병사 10명을 잡아죽였다. 2월 20일 고려 조정은 김방경을 중군행영병마원수로 삼아 수군 1만여 명을 거느리고 훈둔과 홍차구와 함께 제주를 공격하게 하였으며, 30일에는 대장군 김백균(金伯鈞)과 판각문사 이신손(李信孫)을 경상도와 충청도의 수로방호사로 삼고 원 조정에 삼별초 평정 뒤에는 제주 사람들을 육지부로 나오게 하는 일 없이 그대로 생업에 종사하게 해 줄 것을 요청해 수락을 받아냈다. 한편 반남현에 주둔하고 있던 고려의 행영병마원수 김방경은 3월 20일 조정에 "적(삼별초)이 탐라현(탐진현의 오기)에 들어와 방수산원 정국보 등 15명을 죽이고 낭장 오단 등을 잡아갔다"고 보고하였다. 반남현에서 선단이 출발할 즈음에는 서해도에서 오던 전함 20척이 가야소도에서 태풍으로 침몰해 115명이 빠져 죽는가 하면 경상도 할당 전함 27척도 풍랑으로 침몰해 전라도 전함 160여 척만으로 추자도에 머무르면서 바람을 살피던 김방경도 한밤중에 이르러 시작된 바람이 탐라 가까이 이르러서는 더욱 거세지는 바람에 김방경 자신도 하마터면 죽을 뻔하였다.
원종 14년(1273년) 4월 28일 고려의 원수 김방경과 원의 경략사 훈둔·홍차구 등의 여원 연합군 전함 160여 척이 탐라에 도착하였다. 김방경이 이끄는 중군은 함덕포에서 삼별초 군사들과 교전하였는데, 대정 고세화 등이 삼별초에 맞서 교전하는 와중에 고려의 나유가 이끄는 군세가 뒤이어 도착해 김방경과 합세하였고, 한편 여원 연합군의 좌군 전함 30척이 비양도에서 곧장 삼별초의 본진을 공격하였다. 삼별초 군세는 함덕포에 이어 비양도에서도 패배하고 자성으로 퇴각하였으나, 연합군은 외성을 타 넘고 들어가서 불화살을 사방으로 쏘며 삼별초군의 기세를 꺾었으며, 이때 삼별초로부터 항복해 온 자가 적(삼별초)은 이미 세가 다해서 도망칠 생각만 하고 있음을 전하였다.
수세에 몰린 가운데 김통정은 무리 70명을 거느리고 한라산으로 달아났고, 삼별초 장군 이순공(李順恭), 조시적(曺時適) 등은 웃옷을 벗고 항복하였다. 이로써 3년을 끌었던 삼별초 항쟁은 막을 내렸다.
삼별초를 진압한 뒤 김방경은 자성에 들어가 우두머리만 주살할 뿐 나머지는 해치지 않겠다며 제주 백성들을 위로하고, 삼별초 요인 김윤숙(金允叔) 등 6명을 체포해 인도변에서 참형, 친당 35명은 생포하고 항복한 무리 1,300명은 배에 나누어 싣고 귀환하였다. 앞서 삼별초에 잡혀갔던 안남부사 공유와 홍주부사 이행검은 목숨을 건져 개경으로 귀환하였다. 한편 원은 실리백을 탐라국초토사로 임명하고 진변군 1,700명을 주둔시켰으며 해마다 모시포 1백 필을 공부로 바치게 하였다. 탐라국초토사는 뒤에 탐라군민도다루가치총관부에서 다시 군민안무사로 고쳤으며, 탐라총관부의 전신이 되었다.
윤6월 6일 탐라에 머무르고 있던 고려의 유진장군 송보연(宋甫演)이 고려 조정에 김통정의 시신을 찾아냈다고 보고한 것으로 보아 자결한 것으로 추정된다. 또한 삼별초의 장군 김혁정, 이기 등 70명도 체포되어 홍차구 앞으로 압송되었는데, 홍차구는 그들을 모두 죽였다고 한다. 한편 지원 16년(1279년) 8월 기해에 김통정의 조카 김온(金溫)이 잡혀 왔는데, 쿠빌라이 칸은 김통정은 이미 죽었다며 그를 사면하게 하였다고 한다.

## 김통정 설화
김통정은 강화도에서 태어났다. 전설에 만삭이 된 여인은 옥동자를 낳았는데, 아이는 온몸에 비늘이 돋아 있었고 겨드랑이에 작은 날개가 돋아나고 있었다고 한다. 정확한 이유는 알 수 없으나 마을 사람들은 질통정으로 불렀다고 한다. 질이 김과 비슷하므로 김씨가 되었다고 한다. 김통정은 자라면서 활을 잘 쏘고 무예에 뛰어나 삼별초을 이끄는 장군이 되었다.
김통정은 전남 진도, 광주 지역에서 몽골에 대항하다가 고려 관군에 패배하고 제주도로 거점을 옮겼다. 제주도 설화에 따르면 김방경은 김통정을 죽이고, 그의 아내도 태기가 있자 불에 태워 주살했다고 한다. 고려는 그를 반란자로 기록하였으나 제주도 사람들, 즉 민중들에게 김통정은 외세에 저항하는 자주적인 영웅으로 인식이 있어서, 김통정에 대한 여러 설화와 이야기가 전해진다.

## 같이 보기
- 배중손
- 삼별초
- 삼별초의 난
- 대몽항쟁
- 최우
- 김준
- 우천석
- 승화후